# Maschera del rimorso

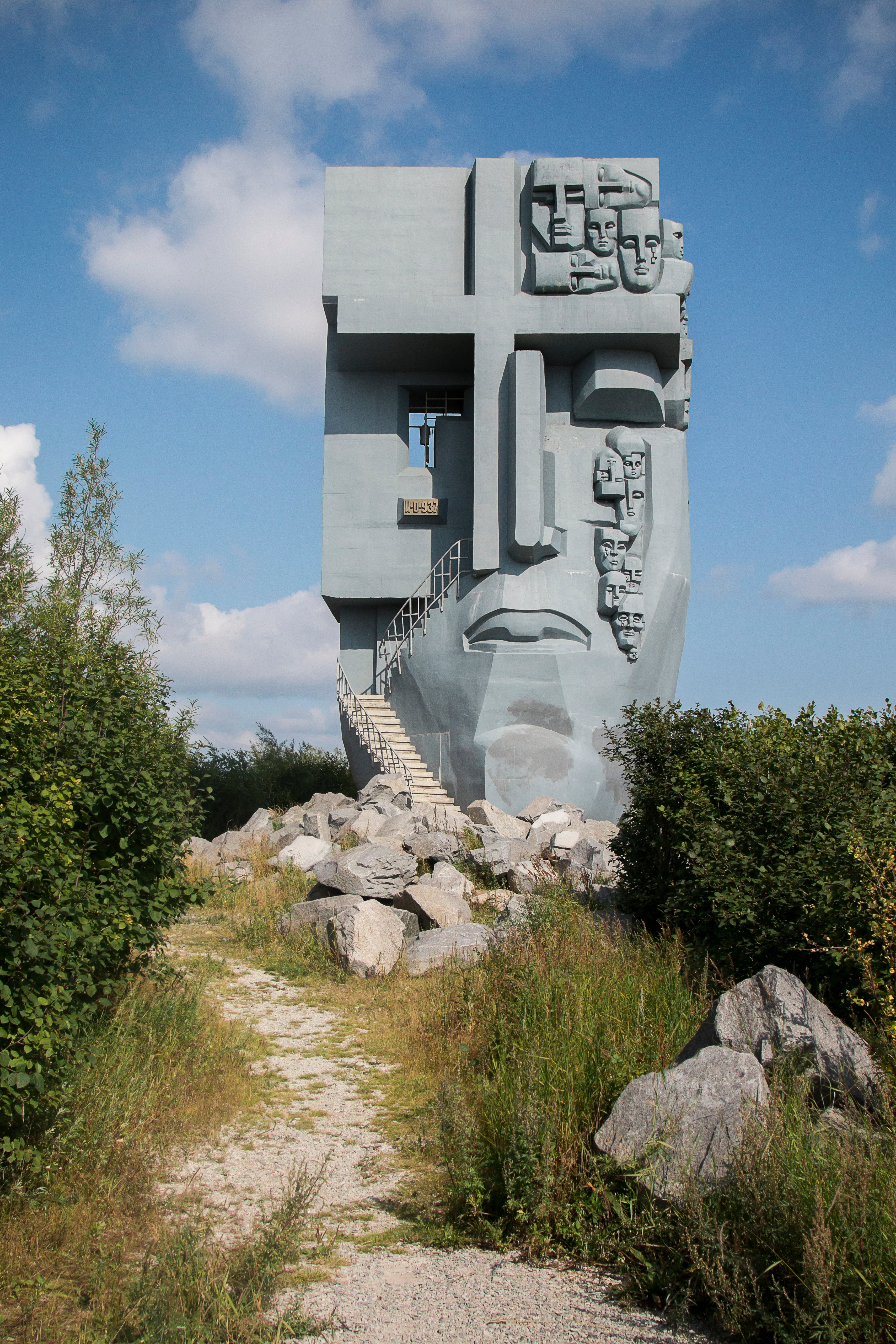
Complesso commemorativo per le vittime della repressione politica nella collina di Krutaya, Magadan.

La Maschera del rimorso o Maschera del dolore è un monumento commemorativo o memoriale in ricordo delle vittime della dittatura sovietica. Il monumento è collocato su una collina nei pressi di Magadan, Russia: infatti unica via per Magadan è la Strada R504, chiamata "Strada delle Ossa" poiché le migliaia di prigionieri politici che morirono, durante i lavori forzati per la sua realizzazione, furono sepolti in fosse comuni lungo i bordi di tale strada.

## Descrizione
Il memoriale commemora la moltitudine di prigionieri che soffrirono e morirono nei gulag nella regione della Kolyma in epoca sovietica durante gli anni trenta e quaranta. Consiste in una grande faccia di pietra, dal cui occhio sinistro escono delle lacrime in forma di piccole facce. L'occhio destro ha la forma di una finestra sbarrata, sul retro sono raffigurati una giovane donna in lacrime e un uomo senza testa su una croce. Al suo interno c'è una riproduzione di una tipica cella di prigione dell'era stalinista. Sotto alla maschera sono incisi nella pietra i nomi di molti internati nei campi di lavoro forzato della Kolyma e i simboli delle religioni di quelli che sono morti soffrendovi.
Il monumento fu inaugurato il 12 giugno 1996 con l'aiuto del governo russo e contributi economici da parte di amministrazioni comunali delle diverse città russe nella Kolyma. Il design è opera del famoso scultore Ernst Neizvestny, i cui genitori perirono vittime delle purghe staliniste degli anni '30. Il monumento fu costruito da Kamil Kazaev.
La maschera misura 15 metri di altezza e 56 metri cubi di volume. Dalla sua cima, raggiungibile per mezzo di una scala, si può godere della vista della città di Magadan e della baia sul mare di Ochotsk.